# Okręg wyborczy Cirencester
Okręg wyborczy Cirencester powstał w 1571 r. i wysyłał do angielskiej, a następnie brytyjskiej, Izby Gmin dwóch deputowanych. W 1868 r. liczbę mandatów przypadających na okręg zmniejszono do jednego. Okręg obejmował miasto Cirencester w hrabstwie Gloucestershire. Został zlikwidowany w 1918 r.

## Deputowani do brytyjskiej Izby Gmin z okręgu Cirencester

### Deputowani w latach 1571–1660
- 1604–1611: Anthony Mancy
- 1621–1622: Thomas Rowe
- 1621–1622: Thomas Nicholas
- 1624: Maurice Berkeley
- 1624: William Master
- 1628–1629: Giles Estcourt
- 1640–1644: Theobald Gorges
- 1640–1644: John George
- 1648: Thomas Fairfax
- 1648–1653: Nathaniel Rich
- 1654–1659: John Stone
- 1659: Richard Southby
- 1659–1660: Nathaniel Rich

### Deputowani w latach 1660–1868
- 1660–1661: Thomas Master
- 1660–1661: Henry Powle
- 1661–1671: James Levingston, 1. hrabia Newburgh
- 1661–1679: John Stone
- 1671–1685: Henry Powle
- 1679–1685: Robert Atkyns
- 1685–1690: Thomas Master
- 1685–1689: Charles Levingston, 2. hrabia Newburgh
- 1689–1690: John Grobham Howe
- 1690–1698: Richard Grobham Howe
- 1690–1690: Henry Powle
- 1690–1698: John Grobham Howe
- 1698–1701: Henry Ireton
- 1698–1705: Charles Coxe
- 1701–1701: James Thynne
- 1701–1705: William Master
- 1705–1712: Allen Bathurst
- 1705–1708: Henry Ireton
- 1708–1713: Charles Coxe
- 1712–1747: Thomas Master, torysi
- 1713–1727: Benjamin Bathurst, torysi
- 1727–1734: Peter Bathurst, torysi
- 1734–1735: William Wodehouse
- 1735–1754: Henry Bathurst, torysi
- 1747–1749: Thomas Master, torysi
- 1749–1754: John Coxe
- 1754–1761: Benjamin Bathurst, torysi
- 1754–1768: John Dawnay, wigowie
- 1761–1783: James Whitshed, torysi
- 1768–1774: Estcourt Creswell
- 1774–1785: Samuel Blackwell
- 1783–1794: Henry Bathurst, lord Apsley, torysi
- 1785–1792: Richard Master, torysi
- 1792–1806: Robert Preston
- 1794–1818: Michael Hicks-Beach
- 1806–1812: Joseph Cripps
- 1812–1834: Henry Bathurst, lord Apsley, Partia Konserwatywna
- 1818–1841: Joseph Cripps, Partia Konserwatywna
- 1834–1837: lord Edward Somerset, Partia Konserwatywna
- 1837–1844: Thomas William Chester-Master, Partia Konserwatywna
- 1841–1848: William Cripps, Partia Konserwatywna
- 1844–1852: George Villiers, wicehrabia Villiers, Partia Konserwatywna
- 1848–1859: Joseph Randolph Mullings, Partia Konserwatywna
- 1852–1857: Ashley Ponsonby, wigowie
- 1857–1868: Allen Bathurst, Partia Konserwatywna
- 1859–1865: Ashley Ponsonby, Partia Liberalna
- 1865–1868: Ralph Dutton, Partia Konserwatywna

### Deputowani w latach 1868-1918
- 1868–1878: Allen Bathurst, Partia Konserwatywna
- 1878–1885: Thomas Chester-Master, Partia Konserwatywna
- 1885–1892: Arthur Brend Winterbotham, Partia Liberalna, od 1886 r. Partia Liberalno-Unionistyczna, od 1892 r. Partia Liberalna
- 1892–1893: Thomas Chester-Master, Partia Konserwatywna
- 1893–1895: Harry Lawson, Partia Liberalna
- 1895–1906: Benjamin Bathurst, Partia Konserwatywna
- 1906–1910: Richard Walter Essex, Partia Liberalna
- 1910–1918: Benjamin Bathurst, Partia Konserwatywna